# Фельгенгауэр, Павел Евгеньевич
Па́вел Евге́ньевич Фельгенга́уэр (род. 6 декабря 1951, Москва) — российский биолог, журналист, военный обозреватель. Кандидат биологических наук.

## Биография
Его отец — переводчик Евгений Оттович Фельгенгауэр (1920—1973) ― американец, которого в 17-летнем возрасте (1937) родители привезли в СССР. Мать — Даниэлла Ароновна Гинзбург (1924—2010), нейрофизиолог, доктор биологических наук (1973), редактор.
По образованию ― биолог, выпускник биологического факультета МГУ (1975). В 1987 году получил учёную степень кандидата биологических наук, защитив диссертацию на тему «Динамика синтеза РНК в процессе созревания ооцитов амфибий». В качестве научного сотрудника Института биологии развития АН СССР занимался молекулярной биологией.
После распада СССР ушёл в журналистику. Работал штатным военным обозревателем «Независимой газеты» (1991—1993) и газеты «Сегодня» (1993—1999). Входил в состав редколлегии последнего издания. C 1999 года, не являясь штатным сотрудником каких-либо СМИ, выступает как независимый военный обозреватель и аналитик. Авторские материалы журналиста выходили на страницах газет «Московские новости» (2000—2002), «Московский комсомолец» (2002—2003), The Moscow Times (1994—2005) и «Новой газеты» (с 2003 года), а его экспертные заключения можно встретить в ряде российских и зарубежных СМИ. Регулярный гость эфиров радиостанций «Эхо Москвы» и «Радио Москвы».
Указом № 174 от 2 февраля 1993 года Бориса Ельцина награждён медалью «Защитнику свободной России» за участие в подавлении Августовского путча 1991 года. В начале войны в Грузии в интервью телеканалу BBC давал высокую оценку действиям грузинских артиллерийских частей и предсказывал «тысячные» потери у российских войск.

## Личная жизнь
- Жена ― кандидат философских наук Елена Александровна Фельгенгауэр (род. 1956).
- Падчерица ― журналистка Татьяна Фельгенгауэр[7].